# Errázuriz (geslacht)
Het geslacht Errázuriz is een van de voornaamste families in Chili. Leden van deze familie domineerden de Chileense politiek in de negentiende en het begin van de twintigste eeuw. Het geslacht komt oorspronkelijk uit Arantza, Navarra uit de Baskische adel. Lorenzo de Errázuriz y Vergara (1711–1767) vestigde zich in 1733 in Lima, Peru en bewoonde sinds 1735 Santiago. In 1739 trouwde hij in de kathedraal van Santiago met María Loreto de Madariaga, dochter van de koninklijke thesaurier van Chili, Francisco Madariaga en diens vrouw Aris Arrieta.
Gedurende de daaropvolgende decennia ontwikkelde het geslacht Errázuriz zich tot een van de voornaamste en welvarendste families in de Spaanse kolonie. José Antonio de Errázuriz Madariaga (1747–1821), een rooms-katholiek priester en zoon van Lorenzo, was in 1814 voorzitter van de Raadgevende Senaat van Chili, maar verloor die positie al snel na het herstel van het Spaanse gezag. Een achterkleinzoon van Lorenzo, Francisco Javier Errázuriz Aldunate (1773–1845) speelde een belangrijke rol tijdens de onafhankelijkheidsstrijd van Chili en was o.a. senator en ondertekenaar van de grondwet van 1833. Diens zoon, Federico Errázuriz Zañartu (1825–1877) was van 1861 tot 1871 de 8e president van Chili. Een zoon van Federico, eveneens Federico (1850–1901) geheten, was van 1896 tot zijn overlijden in 1901 de 13e president van Chili. Zijn opvolger als president was Germán Riesco Errázuriz (1854–1916), was getrouwd met zijn zuster, María Errázuriz Echaurren (1861–1922).
Fernando Errázuriz Aldunate (1777–1841), een andere achterkleinzoon van Lorenzo was in 1831 waarnemend staatshoofd van Chili.
Francisco Javier Errázuriz Talavera (1942–2024) was in 1989 presidentskandidaat.
De aartsbisschoppen van Santiago, mgr. Crescente Errázuriz Valdivieso (1839–1931) en mgr. Francisco Javier Kardinaal Errázuriz Ossa (1933-) zijn prominente telgen uit het geslacht Errázuriz. José Ismael Errázuriz Gandarillas (1916–1973) was hulpbisschop van Santiago.

## Genealogische overzicht belangrijkste leden van de familie Errázuriz
1. Fernando Errázuriz Aldunate (1777–1841), president van Chili 1831
2. Francisco Javier Errázuriz Aldunate (1773–1845), senator, ondertekenaar grondwet 1833
  1. Carlota Errázuriz Zañartu (1823–†onbekend), tr. Mauricio Riesco Droguett (1814–1874), vader van Germán Riesco Errázuriz (1854–1916) (zie beneden)
  2. Federico Errázuriz Zañartu (1825–1877), president 1861–1871
    1. Federico Errázuriz Echaurren (1850–1901), president 1896–1901
      1. Ladislao Errázuriz Echaurren (1857–1897), senator
        1. Ladislao Errázuriz Lazcano (1882–1940), senator, minister van Oorlog en Marine, presidentskandidaat 1924
          1. Ladislao Errázuriz Pereira (1909–1981), senator
            1. Francisco Javier Errázuriz Talavera (*1942), presidentskandidaat 1989

    2. María Errázuriz Echaurren (1861–1922), tr. Germán Riesco Errázuriz (1854–1916), zn. van Mauricio Riesco Droguett (zie boven)

  3. Maximiano Errázuriz Valdivieso (1832–1890), afgevaardigde, senator, ambassadeur VK en Oostenrijk-Hongarije, halfbroer van F.E. E. Zañartu
  4. Crescente Errázuriz Valdivieso (1839–1931), aartsbisschop Santiago, broer van voorgaande en halfbroer van F.E. E. Zañartu
3. Isidoro Errázuriz Aldunate (1782–1833), grootgrondbezitter
  1. Manuel Antonio Errázuriz Salas
    1. Isidoro Errázuriz Errázuriz (1835–1898), afgevaardigde, diplomaat, minister van Justitie en Onderwijs

## Galerij

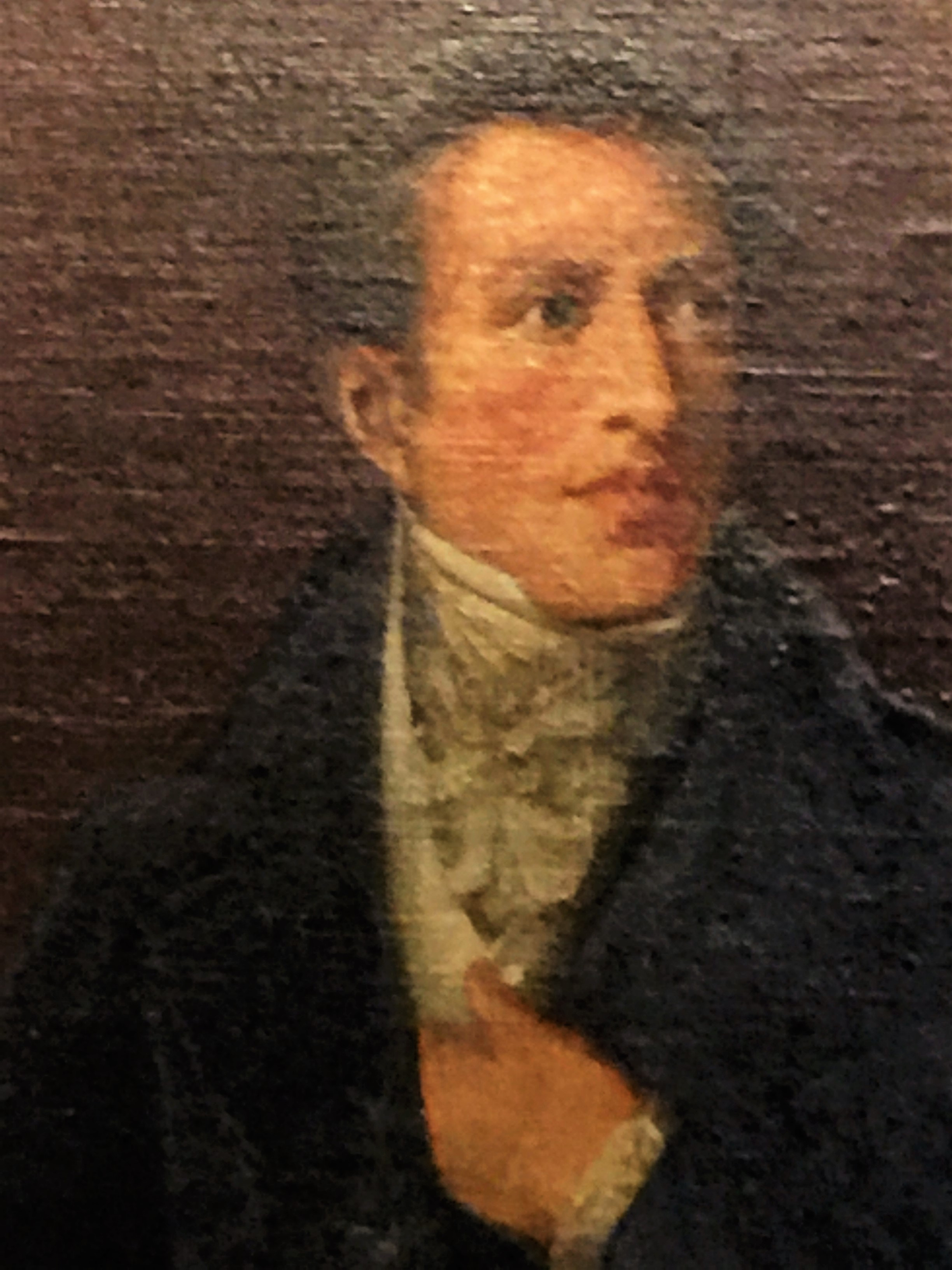
President (wnd.) Fernando Errázuriz Aldunate (1772–1841)
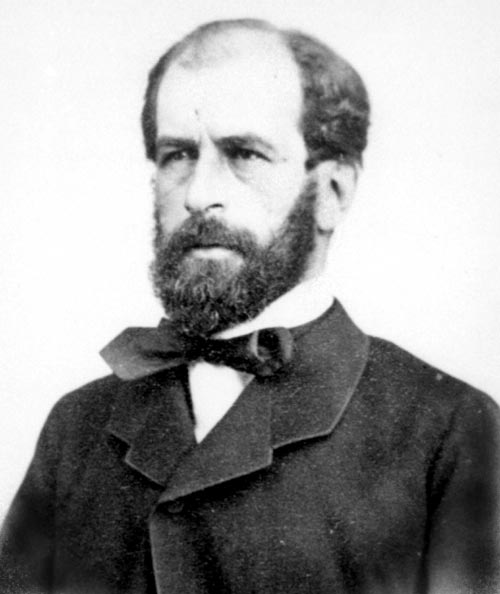
President Federico Errázuriz Zañartu (1825–1877)
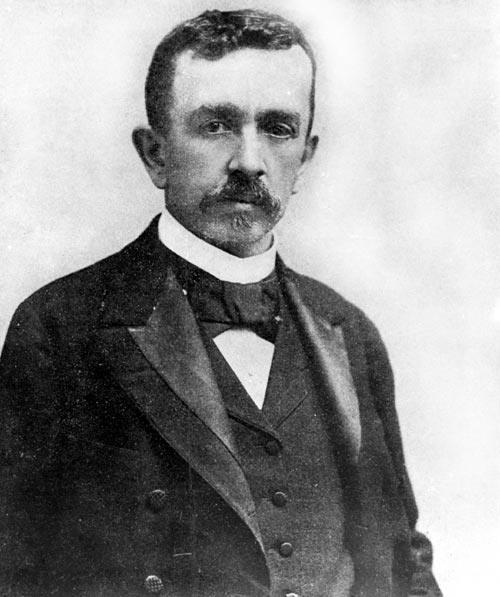
President Federico Errázuriz Echaurren (1850–1901)
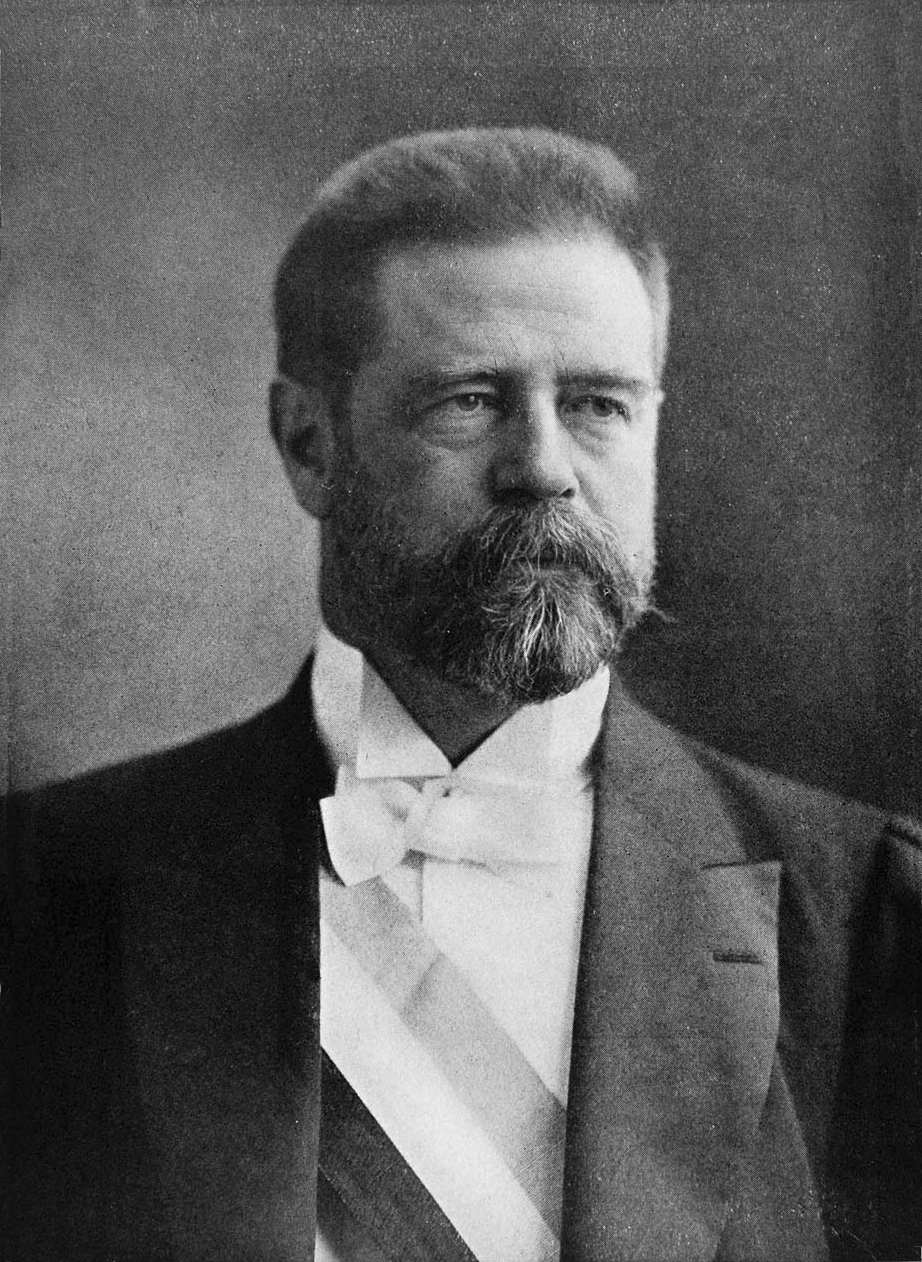
President Germán Riesco Errázuriz (1854–1916)
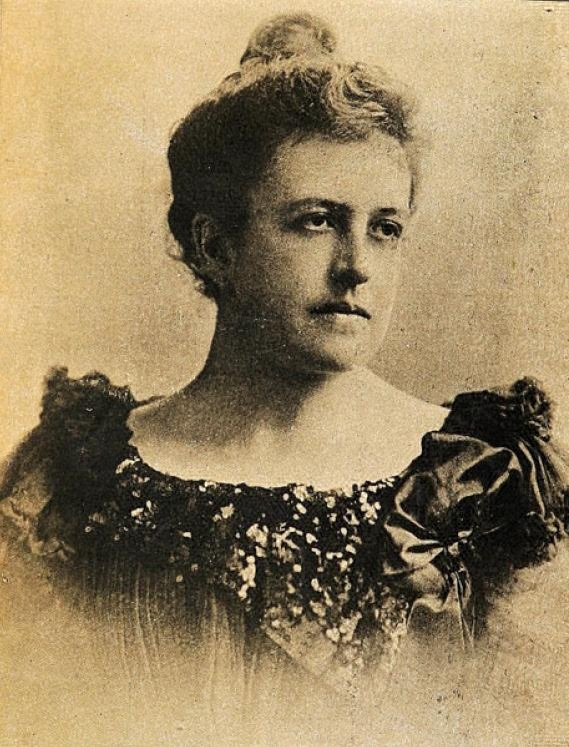
Presidentsvrouw María Errázuriz Echaurren de Riesco (1861–1922)